# Copa del Món de ciclisme de 1989
La Copa del Món de ciclisme de 1989 fou la 1a edició de la Copa del Món de ciclisme.

## Calendari
| Data           | Cursa                       | País          | Vencedor            | Equip                        |
| -------------- | --------------------------- | ------------- | ------------------- | ---------------------------- |
| 18 de març     | Milà-Sanremo                | Itàlia        | Laurent Fignon      | Super U                      |
| 2 d'abril      | Tour de Flandes             | Bèlgica       | Edwig Van Hooydonck | Superconfex - Yoko           |
| 9 d'abril      | París-Roubaix               | França        | Jean-Marie Wampers  | Panasonic                    |
| 16 d'abril     | Lieja-Bastogne-Lieja        | Bèlgica       | Sean Kelly          | PDM                          |
| 22 d'abril     | Amstel Gold Race            | Països Baixos | Eric Van Lancker    | Panasonic                    |
| 30 de juliol   | Wincanton Classic           | Regne Unit    | Frans Maassen       | Superconfex - Yoko           |
| 6 d'agost      | Gran Premi de les Amèriques | Canadà        | Jörg Müller         | PDM                          |
| 12 d'agost     | Clàssica de Sant Sebastià   | Espanya       | Gerhard Zadrobilek  | 7 Eleven - American Airlines |
| 20 d'agost     | Campionat de Zuric          | Suïssa        | Steve Bauer         | Helvetia - La Suisse         |
| 17 de setembre | Gran Premi de la Libération | Països Baixos | TVM                 | TVM                          |
| 7 d'octubre    | París-Tours                 | França        | Jelle Nijdam        | Superconfex - Yoko           |
| 14 d'octubre   | Giro de Llombardia          | Itàlia        | Tony Rominger       | Chateau d'Ax                 |

## Classificacions finals

### Individual
| Posició | Ciclista            | Equip              | Punts |
| ------- | ------------------- | ------------------ | ----- |
| 1       | Sean Kelly          | PDM                | 44    |
| 2       | Tony Rominger       | Chateau d'Ax       | 32    |
| 3       | Rolf Sørensen       | Ceramiche Ariostea | 27    |
| 4       | Frans Maassen       | Superconfex-Yoko   | 23    |
| 5       | Steve Bauer         | Helvetia-La Suisse | 23    |
| 6       | Edwig Van Hooydonck | Superconfex-Yoko   | 20    |
| 7       | Herman Frison       | Histor-Sigma       | 19    |
| 8       | Charly Mottet       | R.M.O              | 19    |
| 9       | Raúl Alcalá         | PDM                | 19    |
| 10      | Sammie Moreels      | Lotto              | 19    |

### Equips
| Posició | Equip              | Punts |
| ------- | ------------------ | ----- |
| 1       | PDM                | 120   |
| 2       | Helvetia-La Suisse | 101   |
| 3       | Histor-Sigma       | 78    |